# Vieux château (Coblence)
Le Vieux Château de Coblence est l'ancien château de l'électeur de Coblence du XIIIe siècle. Édifié en 1277 par le prince-électeur Henri II pour incarcérer les bourgeois rebelles, il abrite aujourd'hui les archives municipales de Coblence. Depuis 2002, il fait partie du patrimoine mondial de l'UNESCO dans la zone classée pour la Vallée du Haut-Rhin moyen.
- (de) Cet article est partiellement ou en totalité issu de l’article de Wikipédia en allemand intitulé « Alte Burg (Koblenz) » (voir la liste des auteurs).